# Roger Furrer (Radsportler)
Roger Furrer (* 24. Februar 1971) ist ein ehemaliger Schweizer Bahnradsportler.
Von 1994 bis 1998 war Roger Furrer als Radrennfahrer aktiv. In dieser Zeit errang er neun Schweizer Meistertitel: Von 1994 bis 1997 wurde er jährlich zweifacher nationaler Meister, im Sprint sowie im 1000-Meter-Zeitfahren, 1998 nur im Sprint. Zuvor war er bereits zweifacher Meister der Junioren geworden.